# قضة
القضة (الاسم العلمي: Halothamnus) هي جنس من النباتات يتبع الفصيلة القطيفية من رتبة القرنفليات.

## أنواع القضة
- قضة السبعة الأنهار (الاسم العلمي:Halothamnus heptapotamicus)
- قضة إليانية (الاسم العلمي:Halothamnus iliensis)
- قضة إيرانية (الاسم العلمي:Halothamnus iranicus)
- قضة أذينية (الاسم العلمي:Halothamnus auriculus)
- قضة أريحاوية (الاسم العلمي:Halothamnus hierochunticus)
- قضة أفغانية (الاسم العلمي:Halothamnus afghanicus)
- قضة باباتاغية (الاسم العلمي:Halothamnus babatagi)
- قضة باميانية (الاسم العلمي:Halothamnus bamianicus)
- قضة بوتية (الاسم العلمي:Halothamnus bottae)
- قضة بيكيتية (الاسم العلمي:Halothamnus beckettii)
- قضة تركمانية (الاسم العلمي:Halothamnus turcomanicus)
- قضة حادة الأوراق (الاسم العلمي:Halothamnus acutifolius)
- قضة رمادية (الاسم العلمي:Halothamnus cinerascens)
- قضة زرافشانية (الاسم العلمي:Halothamnus seravschanicus)
- قضة زرقاء (الاسم العلمي:Halothamnus glaucus)
- قضة سمنغانية (الاسم العلمي:Halothamnus samanganicus)
- قضة سنانية الأوراق (الاسم العلمي:Halothamnus lancifolius)
- قضة سيستانية (الاسم العلمي:Halothamnus sistanicus)
- قضة شائكة (الاسم العلمي:Halothamnus hispidulus)
- قضة شبه لاورقيانية (الاسم العلمي:Halothamnus subaphylloides)
- قضة شبه لاورقية (الاسم العلمي:Halothamnus subaphyllus)
- قضة شوروبية (الاسم العلمي:Halothamnus schurobi)
- قضة صغروية الأوراق (الاسم العلمي:Halothamnus microphyllus)
- قضة صومالية (الاسم العلمي:Halothamnus somalensis)
- قضة عراقية (الاسم العلمي:Halothamnus iraqensis)
- قضة فرغانية (الاسم العلمي:Halothamnus ferganensis)
- قضة کرمانية (الاسم العلمي:Halothamnus kermanensis)
- قضة ما وراء نهرية (الاسم العلمي:Halothamnus oxianus)
- قضة موقينية (الاسم العلمي:Halothamnus moquinianus)